# Mikroform

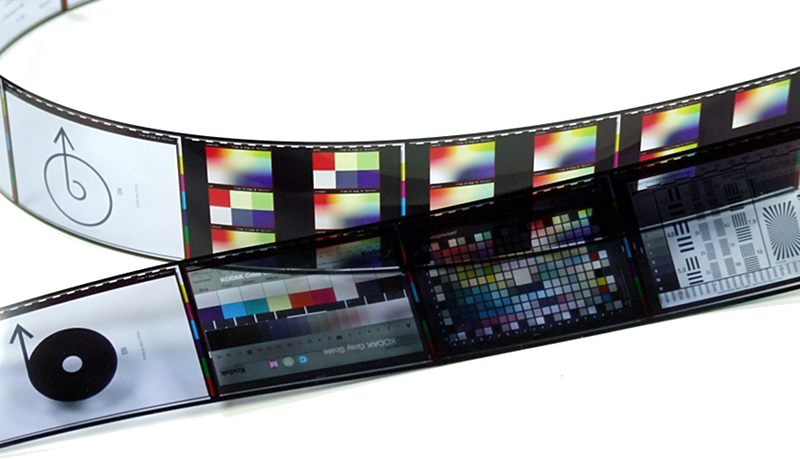
Farbmikrofilm

Mikroform ist der Oberbegriff für auf Filmmaterial verkleinerte analoge Abbildungen von gedruckten Vorlagen sowie direkt auf das Medium wie auf einen Drucker geschriebene digitale Informationen (Computer Output on Microfilm (COM)). Die wichtigsten Mikroformen sind Mikroplanfilm (Mikrofiche von französisch fiche, Blatt, Zettel) und Mikrofilm auf Spulen oder in Kassetten (Rollfilm). Am verbreitetsten ist Mikroplanfilm, Format 105 mm × 148 mm (DIN A6), 16-mm- und 35-mm-Mikrofilme auf Spulen. Eine Sonderform stellt die Filmkarte dar, eine Lochkarte, in der auf der linken oder rechten Seite ein Fenster ausgestanzt ist, in das ein 35-mm-Mikrofilmbild eingeklebt ist.

## Einsatzgebiete allgemein

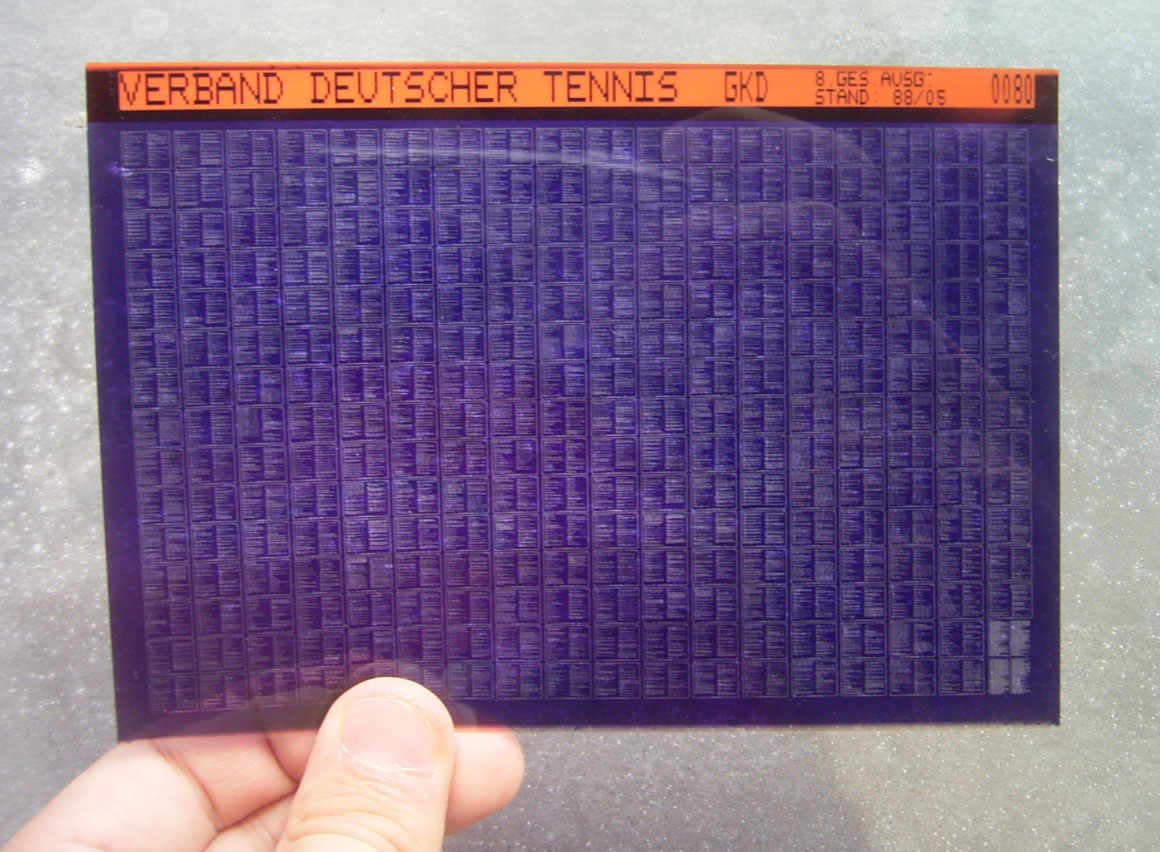
Karte der GKD auf Mikrofiche

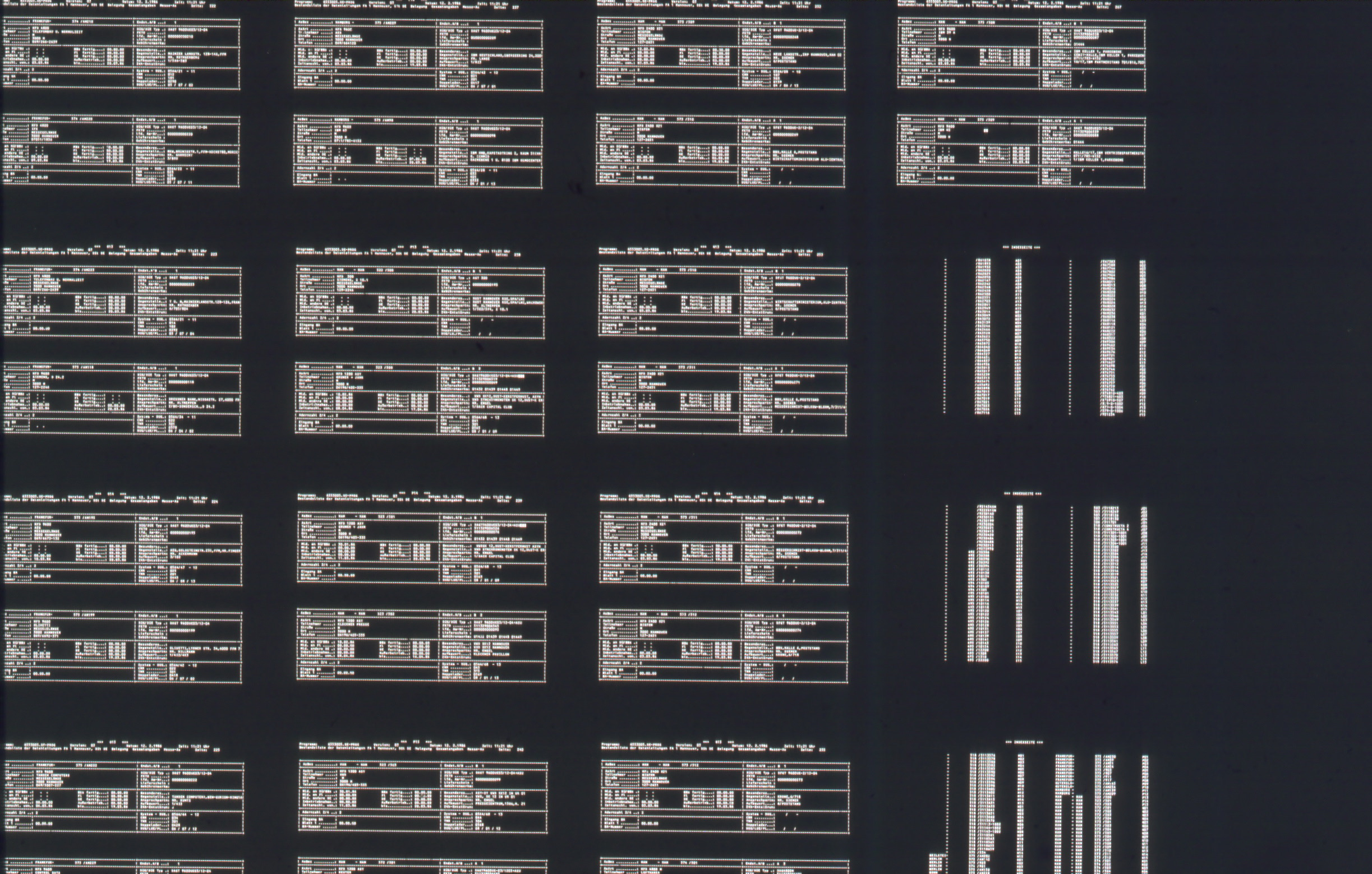
Mikrofiche (Scan eines Ausschnittes im Kleinbildformat)

Mikroformen werden vor allem zur Archivierung benutzt. Ein Grund für die Verfilmung ist die verhältnismäßig lange Haltbarkeit und technische Unabhängigkeit des Mediums. Viele lang aufzubewahrende, vom Verfall bedrohte, aber auch besonders kostbare Dokumente/Publikationen werden deshalb verfilmt; parallel kann auch eine Digitalisierung vorgenommen werden. Man spricht in diesem Fall von „Hybrider Archivierung“. Mikrofilme werden mit Mikrofilm-Lesegeräten gelesen und mittels Lese-/Rückvergrößerungsgeräten können neben dem Lesen auch Reproduktionen hergestellt werden.

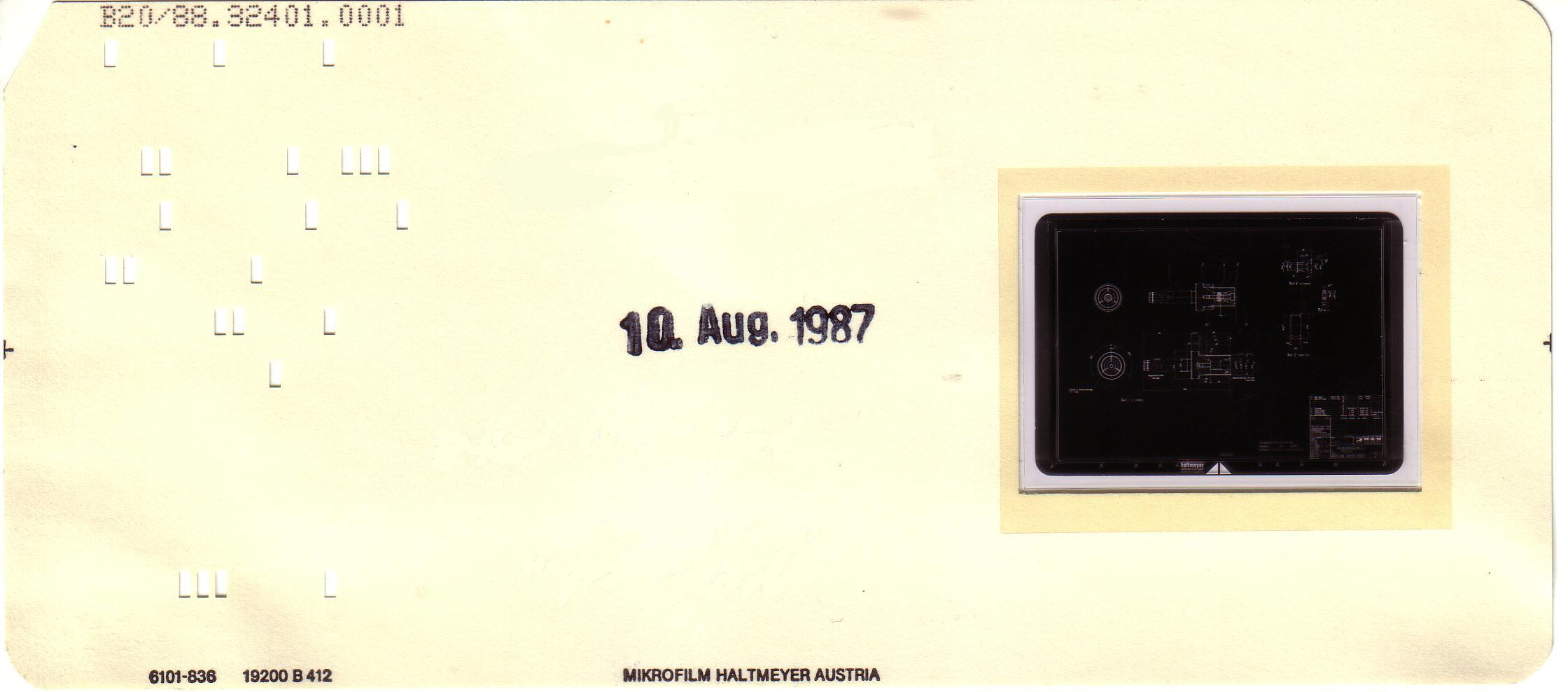
Filmlochkarte mit Mikrofilm

Bis zum Aufkommen leistungsfähiger rein digitaler revisionssicherer Archivsysteme für Massendaten erfolgte die gesetzlich vorgeschriebene Archivierung von Geschäftsfällen (z. B. Kopien aus der Rechnungsschreibung, Zahlungsvorgänge eines Monats/Quartals/… auf Bankkonten) weit überwiegend per digitaler COM-Verfilmung auf Mikrofiche.
Neben der Archivierung zog man bis zur breiten Verfügbarkeit passender Speichermedien für Computer auch Vorteile aus dem geringen Platzbedarf und der Möglichkeit der Vervielfältigung. Größere Auskunftssysteme beispielsweise für Fernsprechteilnehmer, Katalogbestellungen und Reisebuchungen basierten auf diesem Verfahren. Auch wurden umfangreiche technische Dokumentationen zum Beispiel in der Fahrzeugbranche auf Mikroformen abgelegt und für Filialen/Werkstätten vervielfältigt.

## Geschichte
Der Mikrofilm wurde von René Dagron im Jahre 1859 in Paris erfunden. Bei der Belagerung von Paris während des Deutsch-Französischen Krieges in den Jahren 1870/71 half er mit, die Kommunikation zwischen dem unbesetzten Frankreich und der Hauptstadt zu verbessern.
Mikrofilm bietet mehrere Vorteile gegenüber digitalen Speichermedien, darum ist in den 2020er Jahren keine Ablösung des Mikrofilms durch digitale Speichermedien abzusehen. Ein Mikrofilm ist als Speichermedium sehr lange haltbar, man geht bei entsprechender Lagerung von 500 Jahren Haltbarkeit aus. Zudem können Informationen mit einfachsten Mitteln zurückgewonnen werden, es genügt ein Vergrößerungsglas. In Hinsicht auf Kosten, Sicherheit und Beständigkeit gilt Mikrofilm in den 2020er Jahren als Langzeitspeichermedium als konkurrenzlos.

## Technik

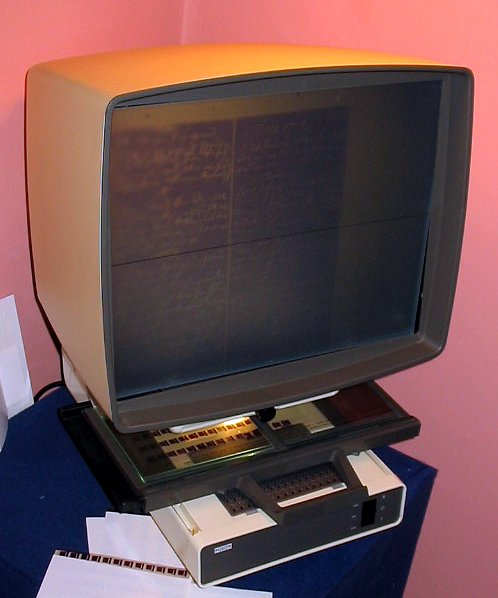
Älteres Mikrofiche-Lesegerät

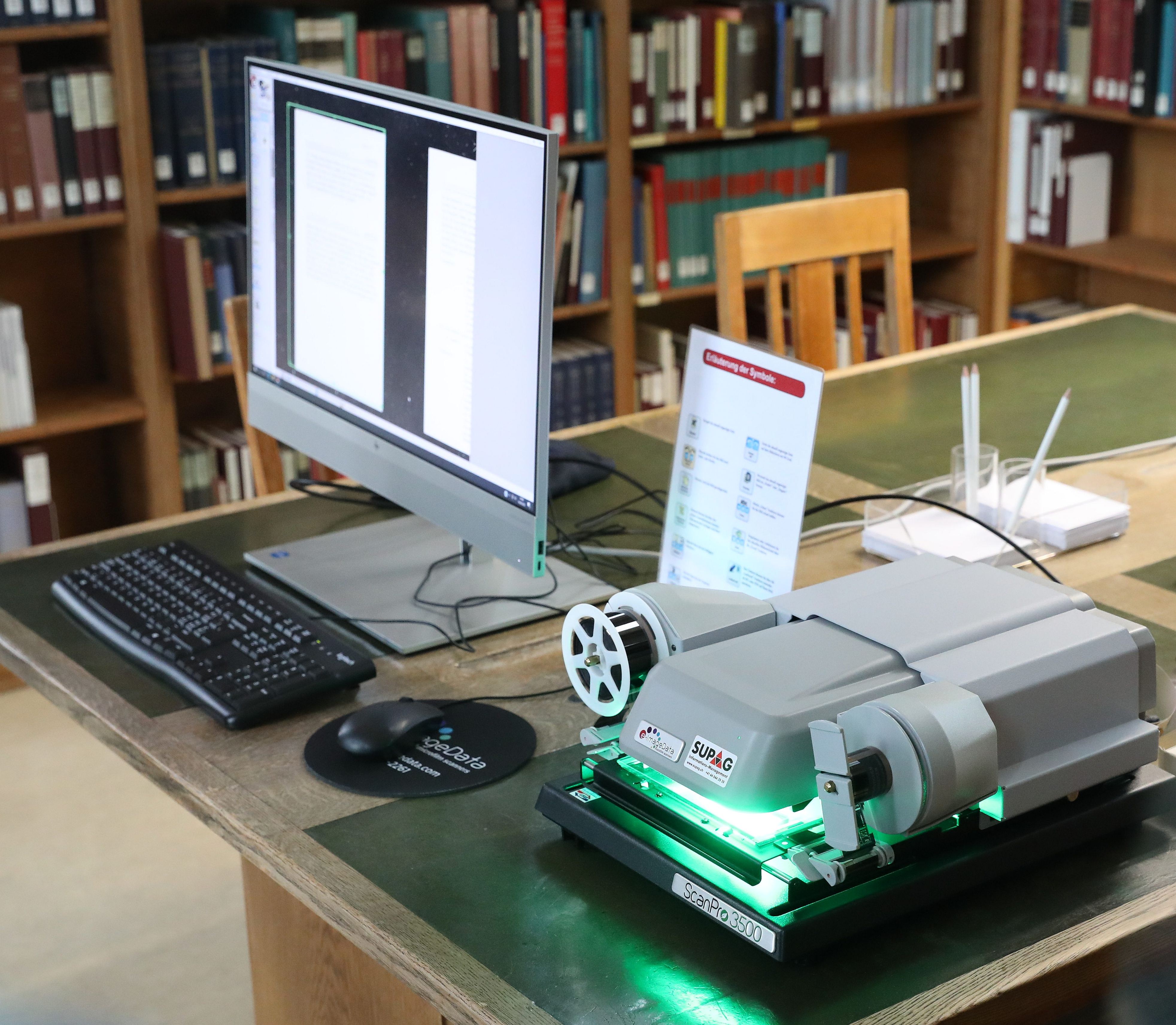
Modernes Mikrofiche-Lesegerät in der Zentralbibliothek Zürich

Die Eigenschaften von Mikroformen sind in verschiedenen DIN-, EN- und ISO-Normen definiert.
Die Mikrofilmbasis besteht normalerweise aus Polyester (Polyethylenterephthalat), früher wurde auch Acetat verwendet. Die lichtempfindliche Beschichtung besteht aus einer Silberhalogenid-Emulsion (Silberfilm) oder einer Verbindung aus Diazoniumsalzen (Diazofilm). In der Regel werden vom qualitativ höherwertigen Silberfilm (vergleichbar mit einem Masterfilm) Abzüge auf Diazofilm gemacht. Standardisierte Verkleinerungsfaktoren für 16-mm-Mikrofilm sind 1:20, 1:24, 1:32, 1:40, 1:42, 1:48 und 1:96; für 35-mm-Mikrofilm 1:7,5, 1:10,5, 1:14,8, 1:21, 1:29,7.
Obwohl der Monochromfilm die verbreitetste Form ist, gibt es auch Farbmikrofilm, der weltweit nur noch von Ilford als „Ilfochrome Micrographic“ hergestellt wird und sich von Farbfilmen stark unterscheidet.
Die Haltbarkeit von Mikrofilm soll bei entsprechender Lagerung (21 °C, 50 % relative Luftfeuchte) bis zu 500 Jahre betragen. Passend dazu ist der Werbespruch eines Mikrofilmunternehmens „Digital for now, analog forever“ – sinngemäß: „Digital für den Moment, analog für die Ewigkeit“, oder: „Digital speichern, analog archivieren“.

## Laserbelichtung
Eine Renaissance erfährt der Mikrofilm im Digitalzeitalter durch die Möglichkeit der Laserbelichtung. Bei der Laserbelichtung werden rote, grüne und blaue Laser entsprechend den Farbkanälen von digitalen RGB-Dateien moduliert und auf einen fotografischen Film fokussiert. Farben können dadurch sehr exakt und punktgenau, Pixel für Pixel geschrieben werden.

## Digitale Daten auf Mikrofilm
Es besteht auch die Möglichkeit, digitale Daten auf Mikrofilm zu archivieren. Die erzielbare Datendichte ist jedoch gering. Es besteht zudem die Gefahr von digitaler Obsoleszenz.

## Spezielle Einsatzgebiete
- Zahlreiche kulturgeschichtliche Dokumente auf Mikroform liegen zur Langzeitarchivierung im Barbarastollen im Schwarzwald.
- Im Mikrofilmarchiv der deutschsprachigen Presse in Dortmund wurden zahlreiche Tageszeitungen archiviert.
- Die Zentralbibliothek in Zürich archiviert mehrere Tageszeitungen auf Mikrofilmen. Das Archiv geht bis auf die erste Ausgabe der Neuen Zürcher Zeitung zurück.
- Mit dem European Register of Microform and Digital Masters (EROMM) existiert eine internationale Datenbank, die als Nachweisinstrument für Werke dient, die bereits verfilmt wurden beziehungsweise deren Verfilmung bevorsteht.
- Zahlreiche Promotionsordnungen von Universitäten sehen die Veröffentlichung einer Dissertation als Mikrofiche vor

## Ausdruck auf Papier
Um mikroverfilmte Dokumente wieder zu Papier zu bringen, wurden spezielle Drucker – sog. Reader-Printer – gebaut. Vor der Digitaltechnik, die die Drucker vom Scanner unabhängig machte, wurden konventionelle analoge Tischkopiergeräte zusammen mit einem Mikroformbetrachtungsgerät zu einem Drucker umfunktioniert. Diese lichten das für den Betrachter projizierte Bild auf Knopfdruck ab und bringen es zu Papier. Die Modifikation des ursprünglichen Kopierers bestand im Wesentlichen in der geänderten Optik, die die Vorlage auf den Fotoleiter projiziert, wodurch diese analogen Geräte sehr voluminös ausfallen. Die Lichtmenge ist wegen der im Mikrofilm von der Belichterlampe entstehenden Temperatur geringer als bei herkömmlichen Kopierern, womit länger belichtet werden muss und das Gerät langsamer druckt als der ursprüngliche Kopierer. Die Hochspannung für den elektrofotografischen Prozess ist wesentlich verändert, da Mikroform Negativfilm ist und eine erneute Umkehr der Farbwerte vom Film zum Ausdruck erfordert.